# Guilford (Nowy Jork)
Guilford – miasto w Stanach Zjednoczonych, w stanie Nowy Jork, w hrabstwie Chenango.